# Miguel Caillava
Miguel Rosisfredo Caillava (* 14. November 1953 in Rivera; † 27. Februar 2014 ebenda) war ein uruguayischer Fußballspieler.

## Karriere

### Verein
Der auf der Position eines Mittelfeldspielers spielende, aus Rivera stammende, 1,70 Meter große Miguel Caillava debütierte 1973 in der Primera División für Nacional Montevideo. 1974 gewann er dort unter dem argentinischen Trainer Miguel Ignomiriello das Torneo 50º Aniversario de Colombes. Bei den Bolsos, für die er insgesamt 58 Tore erzielte, spielte er auch noch im Jahr des Meisterschaftsgewinns 1977 und trug deren Trikot bis ins Jahr 1980. In jenem Jahr wechselte er zum Ligakonkurrenten Club Atlético Defensor, für den er bis 1983 aktiv war. Während seiner Zeit bei den Violetten gehörte er der Mannschaft an, die 1981 die Liguilla Pre Libertadores zu ihren Gunsten entschied. In diesem Wettbewerb avancierte Caillava mit vier Treffern zum Torschützenkönig. Im Folgejahr wurde er mit Defensor uruguayischer Vizemeister. Es folgte eine Station in Kolumbien. Dort stand er bei Independiente Santa Fé unter Vertrag und bestritt 1983 neun Spiele. Schon 1984 kehrte er jedoch nach Uruguay zurück und schloss sich erneut Defensor an. Im in jener Saison von José Ricardo De León trainierten Team war er Stammspieler. Anschließend spielte er noch zwei Spielzeiten lang in Chile bei Huachipato. In der Spielzeit 1985 erzielte er dort drei Treffer in der Meisterschaft. 1986 stand er in den Reihen des montevideanischen Vereins Central Español. 1987 beendete er seine Karriere bei Nacional.
In den Monaten vor seinem Tod kämpfte er gegen eine im November 2013 diagnostizierte Nierenkrebserkrankung, die bereits Metastasenbildung in Knochen, Drüsen und Lunge zur Folge hatte und zu Brüchen des Oberarms und des Oberschenkels führte. Seine Frau Fabiana López Tort rief daraufhin öffentlich zu finanzieller Unterstützung für die medizinische Behandlung auf und richtete ein Spendenkonto ein. Bald darauf starb er am 27. Februar 2014 im Alter von 60 Jahren.

### Nationalmannschaft
Caillava gehörte auch der uruguayischen Fußballnationalmannschaft an. Von seinem Debüt am 27. Februar 1977 bis zu seinem letzten Einsatz am 19. September 1984 absolvierte er neun Länderspiele. Ein Tor erzielte er nicht.

## Erfolge
- Uruguayischer Meister 1977
- Liguilla Pre Libertadores 1981